# Guerra del Pallars
La guerra del Pallars (1484-1487), va acabar amb l'últim comtat independent. L'encarregat de la tasca encomanada per Ferran el Catòlic als Cardona, perquè va trencar el tracte de vassallatge amb el comte del Pallars, Hug Roger III de Pallars Sobirà.

## Antecedents
Hug Roger III de Pallars Sobirà, un dels caps rebels de la guerra civil catalana fou empresonat a Mora d'Ebre des de la batalla de Calaf i pactà la seva llibertat a canvi d'un rescat de 100 florins d'or i de treballar secretament per Joan el Sense Fe, però no complí la seva paraula i s'alià de nou amb la Generalitat de Catalunya. La guerra la guanyà Joan II i va fer capitular les institucions catalanes. En les mateixes Capitulacions de Pedralbes, anava el perdó a tots els nobles revoltats excepte a Hug Roger III.

## El Pallars
A partir del segle xii, a Catalunya s'havia consolidat una monarquia representada pels comtes-reis de Barcelona. Aquesta casa comtal s'havia annexionat diferents comtats, els darrers dels quals van ser el d'Urgell (1326) i el d'Empúries (1325). Només va quedar el de Pallars Sobirà, que va ser l'únic comtat independent de Catalunya durant més de 160 anys.

## La guerra
El fill de Joan II, Ferran el Catòlic, va manar als Cardona que conquereixin el Pallars trencant el pacte que van fer mentre ell conqueria Granada. Tota la resta de Catalunya era fidel al rei catalanoaragonès, però li va manar als ducs de Cardona pel seu parentiu amb els comtes de Pallars. A més, Hug Roger III de Pallars Sobirà va atacar regions frontereres amb el seu comtat, partit pel mig per la pressió dels altres comtats.
El 1488 Hug Roger va haver de fugir a França i deixà la defensa de la vila de València d'Àneu a la seva esposa Caterina Albert. Caterina va resistir el setge i defensà vila i terres durant tres anys, esperant fins a l'últim moment que arribés, des de l'exili, el seu marit amb reforços fins a la capitulació del dia 29 de juny de 1491, i es va veure obligada a rendir-se i a marxar a l'exili. La Host dels Cardona estava formada per 1000 homes, 150 genets i bombardes, per tal de derrocar les muralles, defensades solament per una trentena d'homes. A la capitulació, Caterina imposà com a condicions la impunitat de la gent del Pallars, que passaria a ser territori dels Cardona i hagué de lliurar la seva filla, Elisabet de Pallars Sobirà, com a ostatge als seus invasors.

## Conseqüències
El 1491, el rei concedí el comtat de Pallars al comte de Cardona amb el títol de marquès, però Hug Roger III de Pallars Sobirà continuà atacant les fronteres de Catalunya, gràcies a l'ajuda del rei de França; poc després, passà a Itàlia, on el Gran Capità el feu presoner. Hug Roger III va morir el 1503, empresonat al castell de Xàtiva.